# Nippon Professional Baseball 2014
La stagione 2014 della Nippon Professional Baseball (NPB) è iniziata il 28 marzo ed è terminata il 30 ottobre 2014.
Le Japan Series sono state vinte per la sesta volta nella loro storia dai Fukuoka SoftBank Hawks, che si sono imposti sugli Hanshin Tigers per 4 partite a 1.

## Regular season

### Central League
| Squadra                | Partite | Vittorie | Sconfitte | Pareggi | Perc. | GB   |
| ---------------------- | ------- | -------- | --------- | ------- | ----- | ---- |
| Yomiuri Giants         | 144     | 82       | 61        | 1       | .573  | —    |
| Hanshin Tigers         | 144     | 75       | 68        | 1       | .524  | 7    |
| Hiroshima Toyo Carp    | 144     | 74       | 68        | 2       | .521  | 7.5  |
| Chunichi Dragons       | 144     | 67       | 73        | 4       | .479  | 13.5 |
| Yokohama DeNA BayStars | 144     | 67       | 75        | 2       | .472  | 14.5 |
| Tokyo Yakult Swallows  | 144     | 60       | 81        | 3       | .426  | 21   |

### Pacific League
| Squadra                      | Partite | Vittorie | Sconfitte | Pareggi | Perc. | GB   |
| ---------------------------- | ------- | -------- | --------- | ------- | ----- | ---- |
| Fukuoka SoftBank Hawks       | 144     | 78       | 60        | 6       | .565  | —    |
| Orix Buffaloes               | 144     | 80       | 62        | 2       | .563  | —    |
| Hokkaido Nippon-Ham Fighters | 144     | 73       | 68        | 3       | .518  | 6.5  |
| Chiba Lotte Marines          | 144     | 66       | 76        | 2       | .465  | 14.0 |
| Saitama Seibu Lions          | 144     | 63       | 77        | 4       | .450  | 16.0 |
| Tohoku Rakuten Golden Eagles | 144     | 64       | 80        | 0       | .444  | 17.0 |

|  | 1º della regular season e qualificato alle finali delle Climax Series |
|  | Qualificati alle semifinali delle Climax Series                       |

## Post season
|  | Climax Series - semifinali | Climax Series - semifinali   | Climax Series - semifinali |                              |                | Climax Series - finali | Climax Series - finali | Climax Series - finali |  |  | Japan Series | Japan Series | Japan Series |  |
|  |                            |                              |                            |                              |                |                        |                        |                        |  |  |              |              |              |  |
|  |                            |                              |                            |                              |                | C1                     | Yomiuri Giants         | 1                      |  |  |              |              |              |  |
|  |                            |                              |                            |                              |                | C1                     | Yomiuri Giants         | 1                      |  |  |              |              |              |  |
|  |                            |                              |                            | Hanshin Tigers               | 4              |                        |                        |                        |  |  |              |              |              |  |
|  | C2                         | Hanshin Tigers               | 1                          | Hanshin Tigers               | 4              |                        |                        |                        |  |  |              |              |              |  |
|  | C2                         | Hanshin Tigers               | 1                          |                              |                |                        |                        |                        |  |  |              |              |              |  |
|  | C3                         | Hiroshima Toyo Carp          | 0                          |                              |                |                        |                        |                        |  |  |              |              |              |  |
|  | C3                         | Hiroshima Toyo Carp          | 0                          |                              | Hanshin Tigers | Hanshin Tigers         | 1                      |                        |  |  |              |              |              |  |
|  |                            |                              |                            |                              |                |                        |                        |                        |  |  |              |              |              |  |
|  |                            |                              | Fukuoka SoftBank Hawks     | Fukuoka SoftBank Hawks       | 4              |                        |                        |                        |  |  |              |              |              |  |
|  |                            |                              |                            | Fukuoka SoftBank Hawks       | 4              |                        |                        |                        |  |  |              |              |              |  |
|  |                            |                              |                            |                              |                |                        |                        |                        |  |  |              |              |              |  |
|  |                            |                              |                            |                              |                |                        |                        |                        |  |  |              |              |              |  |
|  |                            | P1                           | Fukuoka SoftBank Hawks     | 4                            |                |                        |                        |                        |  |  |              |              |              |  |
|  |                            |                              |                            | 4                            |                |                        |                        |                        |  |  |              |              |              |  |
|  |                            |                              |                            | Hokkaido Nippon-Ham Fighters | 3              |                        |                        |                        |  |  |              |              |              |  |
|  | P2                         | Orix Buffaloes               | 1                          | Hokkaido Nippon-Ham Fighters | 3              |                        |                        |                        |  |  |              |              |              |  |
|  | P2                         | Orix Buffaloes               | 1                          |                              |                |                        |                        |                        |  |  |              |              |              |  |
|  | P3                         | Hokkaido Nippon-Ham Fighters | 2                          |                              |                |                        |                        |                        |  |  |              |              |              |  |

## Campioni
| Japan Series 2014 Fukuoka SoftBank Hawks Sesto titolo |

## Premi
- Miglior giocatore della stagione

|    | Giocatore       | Squadra        |
| -- | --------------- | -------------- |
| CL | Tomoyuki Sugano | Yomiuri Giants |
| PL | Chihiro Kaneko  | Orix Buffaloes |

- Rookie dell'anno

|    | Giocatore      | Squadra             |
| -- | -------------- | ------------------- |
| CL | Daichi Ohsera  | Hiroshima Toyo Carp |
| PL | Ayumu Ishikawa | Chiba Lotte Marines |

- Miglior giocatore delle Japan Series

| Giocatore         | Squadra                |
| ----------------- | ---------------------- |
| Seiichi Uchikiawa | Fukuoka SoftBank Hawks |